# GSC7150-1673
GSC7150-1673 — хімічно пекулярна зоря спектрального класу Sr, що має видиму зоряну величину в смузі V приблизно 10,1.

## Пекулярний хімічний склад
Зоряна атмосфера GSC7150-1673 має підвищений вміст 
Eu
.